# Kinoautomat: Człowiek i jego dom
Kinoautomat: Człowiek i jego dom – pierwszy film interaktywny, zrealizowany w roku 1967 w Czechosłowacji według pomysłu Radúza Činčery. W czasie projekcji filmu publiczność głosuje za pomocą przycisków, jaki wybiera wariant akcji. W rzeczywistości przedstawiona w filmie historia została tak skonstruowana, aby każda z alternatywnych wersji prowadziła do tego samego zakończenia. Dzięki temu film nie posiada struktury drzewa, lecz tworzy swego rodzaju iluzję pełnej interaktywności. Projekcja filmu odbywała się za pomocą dwóch zsynchronizowanych projektorów, z których jeden był w odpowiednim momencie zasłaniany przez kinooperatora.
Światowa premiera filmu miała miejsce podczas wystawy światowej EXPO 1967 w Montrealu. W Czechosłowacji film był prezentowany w praskim kinie Světozor do roku 1972, kiedy to jego projekcja została zakazana przez władze komunistyczne. W latach 90. XX wieku został on wyemitowany w czeskiej telewizji równocześnie na dwóch kanałach. Takie rozwiązanie umożliwiało pełną interakcję z widzem, który decyzje o dalszym rozwoju fabuły podejmował, przełączając stacje telewizyjne. W 2008 r. film został wydany na DVD.

## Obsada
- Miroslav Horníček – Petr Novák
- Karla Chadimová
- Jan Libíček
- Miroslav Macháček
- František Peterka
- Jiří Schmitzer
- Josef Somr
- Libuše Švormová